# Deportivo Galicia
Deportivo Galicia (aktuell Galicia de Aragua) ist ein traditionsreicher venezolanischer Fußballverein. Nachdem er 1960 in Caracas von Immigranten aus Galicien gegründet worden war, zog er 2005 nach Maracay im Staat Aragua um. Momentan spielt der Verein in der zweiten venezolanischen Liga (Division Ost).

## Erfolge

### Nationale Wettbewerbe
- Meister Primera División (4): 1964, 1969, 1970 und 1974
- Zweiter Primera División (6): 1966, 1967, 1972, 1975, 1978 und 1979
- Venezolanischer Pokal (5): 1966, 1967, 1969, 1979 und 1981

### Internationale Wettbewerbe
- Copa Simón Bolívar (1): 1971

## Trainerhistorie
- José Sasía (1973–1975)